# Мукванга, Эридади
Эрида́ди Муква́нга (англ. Eridadi Mukwanga; 12 июля 1943, Каванда — январь 1998) — угандийский боксёр легчайшей весовой категории, выступал за сборную Уганды в конце 1960-х годов. Серебряный призёр летних Олимпийских игр в Мехико, участник многих международных турниров и национальных первенств.

## Биография
Эридади Мукванга родился 12 июля 1943 года в городе Каванда, провинция Бусога. Активно заниматься боксом начал в раннем детстве, проходил подготовку в местном боксёрском клубе. Благодаря череде удачных выступлений удостоился права защищать честь страны на летних Олимпийских играх 1968 года в Мехико — в четвертьфинале и полуфинале по очкам победил мексиканца Роберто Сервантеса и корейца Чан Гю Чхоля соответственно. В решающем матче Олимпиады, тем не менее, техническим нокаутом проиграл советскому боксёру Валериану Соколову (во втором раунде судья вынужден был остановить бой ввиду явного преимущества соперника).
Получив серебряную олимпийскую медаль (первую в истории Уганды), Мукванга ещё в течение некоторого времени оставался в основном составе национальной сборной, однако каких бы то ни было выдающихся результатов не показал. В 1970 году он боксировал на Играх британского содружества в Эдинбурге, но был выбит из борьбы за медали в первом же своём матче на турнире.
Умер в январе 1998 года (или в декабре 1997-го), точная дата и обстоятельства смерти неизвестны.